# زمارين
قرية زَمّارين هي قرية فلسطينية عربية مهجّرة تقع فوق تلّ يرتفع 170مترًا فوق سطح البحر، وتبعد عن مدينة حيفا 35 كيلو مترًا في المنطقة الواقعة في وادي الشّقاق.

## الحدود
تَحُدّها مجموعة من القُرى العربيّة: الفريديس والطّنطورة شمالاً. أم التّوت في الشّمال الشرقيّ، وصبّارين هي الأقرب لها في الجنوب الشرقيّ، كبارة البريكة وأم العلق جنوباً، والبحر المتوسط غرباً
ثمّ تليها قرية السّنديانة في جنوبها. كما تبعُد عن قيسارية نحو كيلو مترين.

## سُكّان زمّارين
كان تعداد سُكّان زمّارين في عام 1922: 1302 نسمة، يُوَزَّعون إلى: 282 من المسلمين. 7 من المسيحيّين. 1013 من اليهود.  في عام 1931 كان عدد ساكني زمّارين (زخرون يعقوب) 1429 نسمة، ويسكنون في 191 بيتًا. يضمّ هذا المجموع سُكّان الشّونة وأم العلق ومحطّة سكّة الحديد ونُقطة البوليس.
في عام 1938 كان في زمّارين 1600 شخصٍ من بينهم 1255 يهوديّ و 350 عربيّ. أمّا في عام 1945 فَضَمّت 1510 نسمة، جميعهم من اليهود. وهكذا انتهى انتهى وجود العرب فيها بعد عام 1938ميلادي.
عَمِلَ أهالي زمّارين بالزّراعة، وكانت أبرز المحاصيل الّتي زرعوها: القمح، الشعير، السمسم وكروم العنب.

## مَصْدر الاسم زمّارين
يُعْتَقَد أنّ زمّارين هي "بيت زَمّاراء" من المواضع الّتي نزلتها جُذام بالشّام. وزَمّاراء من "زمّارا" السريانيّة بمعنى "المُزَمِّر" وَ "المُغَنّي". فيكون معنى اسم القرية: "بيت المُزَمّرين والمُغنّيين" . 

## التاريخ
في العهد العُثماني كانت زمّارين قرية من أعمال حيفا.  وفي أوائل الحُكم البريطانيّ كانت زمّارين مركزًا لقضاء يحمل اسمها ارتبطت به الكثير من القُرى المُجاورة، إلا أنّ هذا القضاء لم يلبث أن أُلْغِيَ وأُلْحِقَ مُباشرةً بحيفا.
كان في موقع القرية أساسات بلدة قديمة وصهاريج ومدافن منقورة في الصّخر لم يُعرف لأي زمنٍ تعود تحديدًا.
توفي مالك أراضي قرية زمارين بلا وارث وعندما صدر الإعلام الشرعي بوجوب تسجيل القرية المذكورة في دفتر الشواغر، وبتواطؤ من الحكام المحليين انتقلت ملكية الارض بطريقة من الطرق لفرنسيس جيرمان نائب القنصل الفرنسي في حيفا الذي باعها لإميل فرانك أحد وكلاء روتشيلد. وبغية توسيعها وزيادة أهميتها تم تمليك ثلاث قرى بالتتابع وهي: شفيا وأم التوت وأم الجمال (اشتراها موظفو البارون عام 1887 ومساحتها 8500 دونم من سليم نصر الله خوري) وإلحاقها بزمارين. وأقام المستوطنين الصهاينة مستعمرة زخرون يعكوف على أرضها سنة 1882. كما أقاموا مستوطنة بات شلومو على ارض قرية أم التوت سنة 1889، ومستوطنة مئير شفيا على أرض قرية شفيا سنة 1891.
في أعقاب ضائقة اقتصاديّة شديدة، تعرّضت لها المستوطنة في العام 1883، طَلَبَ أعضاء المستوطنة مساعدة البارون أدموند روتشيلد ورعايته. الّذي أصرّ بدورِهِ على تغيير اسم المستوطنة إلى "زخرون يعقوب" على اسم والده. وأَمَرَ البارون أن تُزرع أراضي المستوطنة بالكرمة، وشَرَعَ ببناء معاصرَ للنّبيذ. بالتّالي نجحت المستوطنة في أن تتصدّر إنتاج النّبيذ في فلسطين وإسرائيل لفترة طويلة. ويُعتبر نبيذُها مِن أجود أنواع النّبيذ المحليّ. كما نجح وكلاء روتشيلد في شراء آلاف الدونمات لِصالحِهِ، والّتي استُعملت فيما بعد للزّراعة. حَوَّلَت السّلطة المحليّة في زخرون يعقوب أحد المباني فيها والذي أقامه البارون روتشيلد إلى متحف خاصّ بالهجرة الأولى والحركة الاستيطانية اليهودية في فلسطين. أما بيت عائلة أهرنسون فقد حُوِّل لمتحف لحركة "نيلي" مع احتفاظ إدارة المتحف ببعض أغراض العائلة. 

## القرية اليوم
موقع القرية اليوم لا يَزال يُعرف باسم "زخرون يعقوب" ولا زالت المُستوطنة تعتمد في اقتصادها  على انتاج وصناعة النبيذ إلى جانب حركة السّياحة النّشطة فيها بسبب موقعها وطبيعتها المتميزة.

## القرية في الكُتب
وصف مُؤَلِّفا "ولاية بيروت" زكرون يعقوب يوم زيارتهما لحيفا أيام الحرب العالميه الأولى بقولهما: "تقوم قرية زمارين على بعد 5 ساعات في الجهة الجنوبية من حيفا وفيها حُرش من شجر الأوقالابتوس وتبلغ مساحته 200 دونم وفيها 11500 دونم من الأراضي يُزرع منها 6400 دونم والباقي أراضي صخرية ومرعى. مزروعات زمارين هي : الشعير العنب والقمح والكرسنة والسّمسم. ويصنع اليهود من العنب الخمرَ. ومستنقع زور الزرقا القائم في الجهة الجنوبيّة من زمارين ومساحتها 7000 –دونم يفسد هواء قرى زمارين وقيسارية والطنطورة والفريديس بسبب انتشار الملاريا فيها".